# 조선인민보
《조선인민보(朝鮮人民報)》는 대한민국의 신문이다. 

## 설명
조선인민보는 일제강점기가 끝나고 제일 먼저 등장한 신문으로서 문체는 국한문혼용체였고, 기사 내용은 좌익세력을 지지하는 내용이다. 일본어로 간행되던 조선총독부 기관지 경성일보에 소속했던 좌파기자들이 해방 후 나와서 창간하였다.
이 신문은 미군정에 의하여 1946년 9월에 폐간되었는데, 그 후 비밀리에 활판으로 발간되어 당시 여론을 선동했다. 1950년에 이 신문은 "북조선림시인민위원회"에 의하여 다시 창간되었으며, 조선노동당 인쇄처에서 발간했다. 
이 신문은 그 후 한국전쟁이 끝나자 마자 폐간했다.